# Precedente
En los sistemas jurídicos de Derecho anglosajón (common law), un precedente o autoridad es una regla o un principio  establecido en un anterior caso legal que es vinculante o persuasivo para una Corte u otro órgano judicial para decidir en casos posteriores con similares cuestiones o hechos.
El principio general de los sistemas legales de Derecho común es que los casos similares deben ser decididos con de manera que den  resultados similares y predecibles, y el principio del precedente es el mecanismo por el cual se alcanza ese objetivo. El Black's Law Dictionary o Diccionario de Derecho de Black, define el "precedente" como una "regla de la ley establecida por primera vez por un tribunal por un determinado tipo de caso y refirida posteriormente a la hora de decidir en casos similares ".  El precedente en la ley común es un tercer tipo de Derecho, en igualdad de condiciones con el Derecho estatutario (estatutos y códigos promulgados por los órganos legislativos) y el Derecho regulador (reglamentos promulgados por las agencias y otros órganos del poder ejecutivo).
Stare decisis es un principio jurídico por el cual los jueces están obligados a respetar el precedente establecido por las decisiones anteriores. Las palabras tienen su origen en la máxima latina "Stare decisis et non quieta movere": "mantener las decisiones y no perturbar lo tranquilo". En un contexto legal, esto se entiende en el sentido de que los tribunales generalmente deben cumplir el precedente y no perturbar las cuestiones asentadas.
El Derecho de casos (case law) es el conjunto de resoluciones existentes que han hecho nuevas interpretaciones de la ley y, por lo tanto, se pueden citar como precedente. En la mayoría de los países, incluidos los países europeos, el término se aplica a cualquier conjunto de reglas sobre la ley que se guían por resoluciones anteriores, por ejemplo, las decisiones anteriores de un órgano o agencia gubernamental - es decir, el Derecho del caso precedente puede surgir ya sea de un fallo judicial o una resolución de una adjudicación en una agencia del poder ejecutivo. Los juicios y audiencias que no dan lugar a decisiones por escrito en un tribunal de registro, no crean precedente para futuras decisiones judiciales.

## Principio
Stare decisis es un principio jurídico por el que los jueces están obligados a respetar el precedente establecido por decisiones anteriores. Las palabras tienen su origen en el enunciado del principio en la máxima latina Stare decisis et non quieta movere: "atenerse a las decisiones y no perturbar lo no perturbado". En un contexto jurídico, esto significa que los tribunales deben atenerse a los precedentes y no perturbar los asuntos resueltos. El principio puede dividirse en dos componentes:
1. Una decisión tomada por un tribunal superior, o por el mismo tribunal en una decisión anterior, es un precedente vinculante que el propio tribunal y todos sus tribunales inferiores deben seguir.[6]
2. Un tribunal puede revocar su propio precedente, pero debe hacerlo sólo si existe una razón de peso para hacerlo, e incluso en ese caso, debe guiarse por los principios de los tribunales superiores, laterales e inferiores.[6]

El segundo principio, relativo al precedente persuasivo, refleja la amplia orientación de los precedentes que un tribunal puede utilizar para tomar todas sus decisiones.

### La jurisprudencia en los sistemas de Derecho anglosajón
En la tradición del Derecho anglosajón (Common law), los tribunales deciden el derecho aplicable a un caso mediante la interpretación de los estatutos y la aplicación de los precedentes, que registran cómo y por qué se han decidido los casos anteriores. A diferencia de la mayoría de los sistemas de derecho civil, los sistemas de common-law siguen la doctrina de stare decisis, por la cual la mayoría de los tribunales están obligados por sus propias decisiones anteriores en casos similares, y todos los tribunales inferiores deben tomar decisiones coherentes con las decisiones anteriores de los tribunales superiores. Por ejemplo, en Inglaterra, el Tribunal Superior y el Tribunal de Apelación están vinculados por sus propias decisiones anteriores, pero el Tribunal Supremo del Reino Unido puede desviarse de sus decisiones anteriores, aunque en la práctica rara vez lo hace.
En general, los tribunales superiores no tienen una supervisión directa sobre los procedimientos cotidianos de los tribunales inferiores, ya que no pueden actuar por iniciativa propia (sua sponte) en cualquier momento para revocar o anular las decisiones de los tribunales inferiores. Normalmente, los litigantes tienen la obligación de recurrir las sentencias (incluidas las que violan claramente la jurisprudencia establecida) ante los tribunales superiores. Si un juez actúa en contra de los precedentes y el caso no es apelado, la decisión se mantendrá.
Un tribunal inferior no puede fallar en contra de un precedente vinculante, incluso si considera que el precedente es injusto; el tribunal inferior sólo puede expresar la esperanza de que un tribunal superior o la legislatura reformen la norma en cuestión. Si el tribunal considera que la evolución o las tendencias del razonamiento jurídico hacen que el precedente no sea útil, y desea evadirlo y ayudar a que el derecho evolucione, el tribunal puede sostener que el precedente es incompatible con la autoridad posterior, o que el precedente debe "distinguirse: por alguna diferencia material entre los hechos de los casos.  Si esa decisión se recurre, el tribunal de apelación tendrá la oportunidad de revisar tanto el precedente como el caso que se recurre, y quizás anule la jurisprudencia anterior estableciendo un nuevo precedente de mayor autoridad. Esto puede ocurrir varias veces a medida que el caso se abre camino a través de sucesivas apelaciones. Lord Denning, superior  del Suprema Corte de Justicia de Inglaterra y Gales, y más tarde de la Corte de Apelaciones Inglaterra y Gales, proporcionó un famoso ejemplo de este proceso evolutivo en su desarrollo del concepto de estoppel a partir del caso High Trees: Central London Property Trust Ltd v. High Trees House Ltd [1947] K.B. 130.
Los jueces pueden remitirse a varios tipos de autoridad persuasiva para tomar una decisión en un caso. Entre las fuentes no vinculantes más citadas se encuentran las enciclopedias jurídicas como el Corpus Juris Secundum y el Halsbury's Laws of England, o los trabajos publicados por la Law Commission o el American Law Institute. Algunos organismos tienen poderes legales para emitir orientaciones con autoridad persuasiva o efecto legal similar, como el Código de circulación.
En los sistemas de derecho federal o multijurisdiccional, pueden existir conflictos entre los distintos tribunales de apelación inferiores. A veces, estas diferencias no pueden resolverse y puede ser necesario distinguir cómo se aplica la ley en un distrito, provincia, división o tribunal de apelación. Normalmente, sólo una apelación aceptada por el tribunal de última instancia resolverá tales diferencias y, por muchas razones, dichas apelaciones no suelen concederse.
Cualquier tribunal puede tratar de distinguir su caso actual del de un precedente vinculante, para llegar a una conclusión diferente. La validez de tal distinción puede ser aceptada o no en la apelación. Un tribunal de apelación también puede proponer un análisis totalmente nuevo y diferente al de los tribunales inferiores, y puede estar o no vinculado por sus propias decisiones anteriores, o en cualquier caso puede distinguir las decisiones basándose en diferencias significativas en los hechos aplicables a cada caso. O bien, un tribunal puede considerar el asunto que tiene ante sí como uno de "primera impresión", que no se rige por ningún precedente de control.
Cuando varios miembros de un tribunal multijuez escriben opiniones separadas, el razonamiento puede diferir; sólo la ratio decidendi de la mayoría se convierte en precedente vinculante. Por ejemplo, si un tribunal de 12 miembros se divide en 5-2-3-2 en cuatro opiniones diferentes sobre varias cuestiones distintas, cualquier razonamiento que ordene siete votos en cada cuestión específica se convierte en precedente, y las mayorías de los siete jueces pueden diferir de una cuestión a otra. Todas pueden ser citadas como persuasivas (aunque, por supuesto, las opiniones que coinciden con el resultado de la mayoría son más persuasivas que las disidentes).
Aparte de las reglas de los precedentes, el peso que se da a cualquier opinión publicada puede depender de la reputación tanto del tribunal como de los jueces con respecto al tema específico. Por ejemplo, en los Estados Unidos, el Segundo Circuito (Nueva York y estados circundantes) es especialmente respetado en materia de derecho mercantil y de valores, el Séptimo Circuito (en Chicago), especialmente el juez Posner, está muy bien considerado en materia de defensa de la competencia, y el Circuito del Distrito de Columbia está muy bien considerado en materia de derecho administrativo.

## Categorías y clasificaciones de los precedentes, y efecto de la clasificación

### Verticalidad
Generalmente, un sistema judicial de common law tiene tribunales de primera instancia, tribunales de apelación intermedios y un tribunal supremo. Los tribunales inferiores llevan a cabo casi todos los procesos judiciales. Los tribunales inferiores están obligados a obedecer los precedentes establecidos por el tribunal de apelación para su jurisdicción, y todos los precedentes del tribunal supremo.
La explicación del Tribunal Supremo de California sobre este principio es la siguiente:

[e]n virtud de la doctrina de stare decisis, todos los tribunales que ejercen una jurisdicción inferior están obligados a seguir las decisiones de los tribunales que ejercen una jurisdicción superior. De lo contrario, la doctrina de stare decisis no tiene sentido. Las decisiones de este tribunal son vinculantes y deben ser seguidas por todos los tribunales estatales de California. Las decisiones de cada división de los Tribunales de Apelación de Distrito son vinculantes para todos los tribunales de justicia y municipales y para todos los tribunales superiores de este estado, y esto es así tanto si el tribunal superior actúa como tribunal de primera instancia o de apelación. Los tribunales que ejercen una jurisdicción inferior deben aceptar la ley declarada por los tribunales de jurisdicción superior. No es su función intentar anular las decisiones de un tribunal superior.

Un tribunal de apelación estatal intermedio está generalmente obligado a seguir las decisiones del tribunal superior de ese estado.
La aplicación de la doctrina de stare decisis de un tribunal superior a los tribunales inferiores a él o más bajos en la jerarquía del tribunal se llama a veces stare decisis vertical.

### Horizontalidad
La idea de que un juez está obligado por (o al menos debe respetar) las decisiones de jueces anteriores de nivel similar o coordinado se denomina stare decisis horizontal.
En el sistema judicial federal de los Estados Unidos, los tribunales de apelación intermedios se dividen en trece "circuitos", cada uno de los cuales abarca un territorio que va desde el Distrito de Columbia solamente, y hasta siete estados. Cada panel de jueces del Tribunal de Apelación de un circuito está obligado a obedecer las decisiones de apelación anteriores del mismo circuito. Los precedentes de un tribunal de apelación de los Estados Unidos sólo pueden ser anulados por el tribunal en banc, es decir, una sesión de todos los jueces de apelación activos del circuito, o por el Tribunal Supremo de los Estados Unidos, no simplemente por un panel de tres jueces diferente.
Cuando un tribunal se obliga a sí mismo, esta aplicación de la doctrina del precedente se denomina a veces stare decisis horizontal. El estado de Nueva York tiene una estructura de apelación similar, ya que se divide en cuatro departamentos de apelación supervisados por el Tribunal de Apelación de Nueva York final. Las decisiones de un departamento de apelación no son vinculantes para otro, y en algunos casos los departamentos difieren considerablemente en las interpretaciones de la ley.

### Federalismo y tribunales estatales y federales paralelos
En los sistemas federales, la división entre el derecho federal y el estatal puede dar lugar a complejas interacciones. En Estados Unidos, los tribunales estatales no se consideran inferiores a los federales, sino que constituyen un sistema judicial paralelo.
- Cuando un tribunal federal se pronuncia sobre una cuestión de derecho estatal, el tribunal federal debe seguir el precedente de los tribunales estatales, en virtud de la doctrina Erie. Si se plantea una cuestión de derecho estatal durante un caso en un tribunal federal, y no hay una decisión al respecto del más alto tribunal del estado, el tribunal federal debe tratar de predecir cómo resolverían la cuestión los tribunales del estado, examinando las decisiones de los tribunales de apelación del estado, o, si lo permite la constitución del estado en cuestión, someter la cuestión a los tribunales del estado.[11]
- Por otro lado, cuando un tribunal estatal se pronuncia sobre una cuestión de derecho federal, el tribunal estatal sólo está obligado por las sentencias del Tribunal Supremo, pero no por las decisiones de los tribunales federales de distrito o de circuito de apelación.[12][13][14] Sin embargo, algunos estados han adoptado la práctica de considerarse obligados por las sentencias de los tribunales de apelación que abarcan sus estados, como una cuestión de cortesía más que de obligación constitucional.[15]

En la práctica, sin embargo, los jueces de un sistema casi siempre optarán por seguir la jurisprudencia relevante del otro sistema para evitar resultados divergentes y minimizar el forum shopping.

### Precedente vinculante
El precedente que debe aplicarse o seguirse se conoce como precedente vinculante (alternativamente metafóricamente precedente, obligatorio o autoridad vinculante, etc.). En virtud de la doctrina de stare decisis, un tribunal inferior debe respetar las conclusiones de derecho realizadas por un tribunal superior que se encuentre dentro de la vía de apelación de los casos que el tribunal conoce. En los tribunales estatales y federales de los Estados Unidos de América, la jurisdicción suele estar dividida geográficamente entre los tribunales de primera instancia locales, varios de los cuales caen bajo el territorio de un tribunal de apelación regional. Todos los tribunales de apelación dependen de un tribunal superior (a veces, pero no siempre, llamado "tribunal supremo"). Por definición, las decisiones de los tribunales inferiores no son vinculantes para los tribunales superiores del sistema, ni las decisiones de los tribunales de apelación son vinculantes para los tribunales locales que dependen de otro tribunal de apelación. Además, los tribunales deben seguir sus propias proclamaciones de ley hechas anteriormente en otros casos, y honrar los fallos hechos por otros tribunales en disputas entre las partes ante ellos pertenecientes al mismo patrón de hechos o eventos, a menos que tengan una fuerte razón para cambiar estos fallos (ver Ley del caso re: el fallo anterior de un tribunal es un precedente vinculante para ese tribunal).
En derecho, un precedente vinculante (también conocido como precedente obligatorio o autoridad vinculante) es un precedente que debe ser seguido por todos los tribunales inferioress bajo common law sistemas jurídicos. En el Derecho inglés suele crearse por la decisión de un tribunal superior, como el Tribunal Supremo del Reino Unido, que asumió las funciones judiciales de la Cámara de los Lores en 2009. En los sistemas de Derecho civil y pluralista, el precedente no es vinculante, pero los tribunales tienen en cuenta la jurisprudencia.
El precedente vinculante se basa en el principio jurídico de stare decisis. Stare decisis significa mantener lo decidido. Garantiza la seguridad y la coherencia en la aplicación del derecho. Los precedentes vinculantes de casos anteriores se aplican en principio a nuevas situaciones por analogía.
Un profesor de derecho ha descrito el precedente obligatorio de la siguiente manera:

Determinada la jurisdicción que rige, un tribunal está "obligado" a seguir un precedente de esa jurisdicción sólo si es directamente pertinente. En el sentido más fuerte, "directamente en el punto" significa que: (1) la cuestión resuelta en el caso precedente es la misma que la cuestión a resolver en el caso pendiente, (2) la resolución de esa cuestión era necesaria para la resolución del caso precedente; (3) los hechos significativos del caso precedente también se presentan en el caso pendiente, y (4) no aparecen hechos adicionales en el caso pendiente que puedan ser tratados como significativos.

Se trata de un tribunal superior que puede anular una sentencia.
En circunstancias extraordinarias, un tribunal superior puede revocar o anular un precedente obligatorio, pero a menudo intentará distinguir el precedente antes de revocarlo, limitando así el alcance del mismo.
En el sistema jurídico estadounidense, los tribunales están organizados en una jerarquía. En la cúspide del sistema federal o nacional está el Tribunal Supremo, y por debajo están los tribunales federales inferiores. Los sistemas judiciales estatales tienen estructuras jerárquicas similares a las del sistema federal.
El Tribunal Supremo de EE. UU. tiene la autoridad final en cuestiones sobre el significado de la ley federal, incluida la Constitución de EE. UU. Por ejemplo, cuando el Tribunal Supremo dice que la Primera Enmienda se aplica de una manera específica a las demandas por calumnias, entonces todos los tribunales están obligados a seguir ese precedente en su interpretación de la Primera Enmienda en lo que respecta a las demandas por calumnias. Si un juez de un tribunal inferior no está de acuerdo con un precedente de un tribunal superior sobre el significado de la Primera Enmienda, el juez del tribunal inferior debe fallar de acuerdo con el precedente vinculante. Hasta que el tribunal superior cambie el fallo (o la propia ley se modifique), el precedente vinculante es autoritario en cuanto al significado de la ley.
Los tribunales inferiores están obligados a respetar el precedente establecido por los tribunales superiores de su región. Así, un tribunal federal de distrito que se encuentre dentro de los límites geográficos del Tribunal de Apelación del Tercer Circuito (el tribunal de apelación de nivel medio que conoce de las apelaciones de las decisiones de los tribunales de distrito de Delaware, Nueva Jersey, Pensilvania y las Islas Vírgenes) está obligado por las sentencias del Tribunal del Tercer Circuito, pero no por las sentencias del Noveno Circuito (Alaska, Arizona, California, Guam, Hawái, Idaho, Montana, Nevada, Islas Marianas del Norte, Oregón y Washington), ya que los Tribunales de Circuito de Apelaciones tienen una jurisdicción definida por la geografía. Los Tribunales de Circuito de Apelación pueden interpretar la ley como quieran, siempre que no exista un precedente vinculante del Tribunal Supremo. Una de las razones habituales por las que el Tribunal Supremo concede el certiorari (es decir, accede a escuchar un caso) es si hay una conflicto entre los tribunales de circuito en cuanto al significado de una ley federal.
Hay tres elementos necesarios para que un precedente funcione. En primer lugar, es necesario que se acepte la jerarquía de los tribunales y que exista un sistema eficaz de información jurídica. "Debe alcanzarse un equilibrio entre la necesidad, por un lado, de la seguridad jurídica resultante del efecto vinculante de las decisiones anteriores y, por otro lado, la de evitar una restricción indebida en el desarrollo adecuado de la ley" (Declaración de Práctica de 1966 (Precedente Judicial) de Lord Gardiner L.C.).

#### Precedente vinculante en el derecho inglés
Los jueces están obligados por la ley del precedente vinculante en Inglaterra y Gales y otras jurisdicciones de common law. Esta es una característica distintiva del sistema jurídico inglés. En Escocia y en muchos países de todo el mundo, especialmente en la Europa continental, el derecho civil significa que los jueces tienen en cuenta la jurisprudencia de forma similar, pero no están obligados a hacerlo y deben considerar el precedente en términos de principio. Las decisiones de sus compañeros pueden ser persuasivas, pero no son vinculantes. En el sistema jurídico inglés, los jueces no tienen necesariamente derecho a tomar sus propias decisiones sobre el desarrollo o las interpretaciones de la ley. Pueden estar vinculados por una decisión tomada en un caso anterior. Dos hechos son cruciales para determinar si un precedente es vinculante:
1. La posición en la jerarquía judicial del tribunal que decidió el precedente, en relación con la posición en el tribunal que juzga el caso actual.
2. Si los hechos del caso actual entran en el ámbito del principio de derecho de las decisiones anteriores.

En una situación de conflicto de leyes, las normas de ius cogens erga omnes y los principios del derecho común, como los de la Declaración Universal de los Derechos Humanos, en distinto grado en las diferentes jurisdicciones, se consideran primordiales, lo que significa que se utilizan para "leer" la legislación, es decir, para darles una determinada interpretación intencionada, por ejemplo, aplicando la jurisprudencia de los tribunales del Tribunal Europeo de Derechos Humanos (jurisprudencia).

#### "Superstare decisis"
"Super stare decisis es un término utilizado para el precedente importante que es resistente o inmune a ser anulado, sin tener en cuenta si se decidió correctamente en primer lugar. Puede considerarse como un extremo en una gama de poder precedente, o, alternativamente, para expresar una creencia, o una crítica de esa creencia, de que algunas decisiones no deberían ser anuladas.
En 1976, Richard Posner y William Landes acuñaron el término "superprecedente" en un artículo que escribieron sobre la comprobación de las teorías del precedente mediante el recuento de citas. Posner y Landes utilizaron este término para describir el efecto influyente de una decisión citada. El término "superprecedente" se asoció más tarde a una cuestión diferente: la dificultad de revocar una decisión. En 1992, el profesor de Rutgers Earl Maltz criticó la decisión del Tribunal Supremo en Planned Parenthood v. Casey por respaldar la idea de que si una parte puede tomar el control del Tribunal en un asunto de gran importancia nacional (como en Roe v. Wade), esa parte puede proteger su posición para que no sea revocada "por una especie de super-stare decisis". La controvertida idea de que algunas decisiones son virtualmente inmunes a ser anuladas, independientemente de si fueron decididas correctamente en primer lugar, es la idea a la que el término "super-stare decisis se refiere ahora normalmente.
El concepto de super-stare decisis (o "super-precedente") se mencionó durante las audiencias del presidente del Tribunal Supremo John Roberts y del juez Samuel Alito ante el Comité Judicial del Senado. Antes del comienzo de las audiencias de Roberts, el presidente del comité, el senador Arlen Specter de Pensilvania, escribió un artículo de opinión en The New York Times refiriéndose a Roe como un "superprecedente". Volvió a hablar de este concepto durante las audiencias, pero ni Roberts ni Alito respaldaron el término o el concepto.

### Precedente persuasivo
El precedente persuasivo (también autoridad persuasiva) es el precedente u otro escrito legal que no es precedente vinculante pero que es útil o relevante y que puede guiar al juez a la hora de tomar la decisión en un caso actual. El precedente persuasivo incluye casos decididos por tribunales inferiores, por tribunales pares o superiores de otras jurisdicciones geográficas, casos hechos en otros sistemas paralelos (por ejemplo, tribunales militares, tribunales administrativos, tribunales indígenas/tribales, tribunales estatales frente a tribunales federales en los Estados Unidos), declaraciones hechas en dicta, tratados o revistas académicas de derecho, y en algunas circunstancias excepcionales, casos de otras naciones, tratados, organismos judiciales mundiales, etc.
En un "caso de primera impresión", los tribunales suelen basarse en el precedente persuasivo de los tribunales de otras jurisdicciones que han tratado previamente cuestiones similares. El precedente persuasivo puede convertirse en vinculante mediante su adopción por un tribunal superior.
En los sistemas de derecho civil y pluralista, como en el derecho escocés, el precedente no es vinculante, pero los tribunales tienen en cuenta la jurisprudencia.

#### Tribunales superiores de otros circuitos
Un tribunal puede tener en cuenta la sentencia de un tribunal superior que no es vinculante. Por ejemplo, un Tribunal de distrito del Primer Circuito de los Estados Unidos podría considerar como autoridad persuasiva una sentencia dictada por el Tribunal de Apelación del Noveno Circuito de los Estados Unidos.

#### Tribunales horizontales
Los tribunales pueden considerar las sentencias dictadas en otros tribunales que tengan una autoridad equivalente en el sistema jurídico. Por ejemplo, un tribunal de apelación de un distrito podría considerar un fallo emitido por un tribunal de apelación de otro distrito.

#### Declaraciones hechas enobiter dicta
Los tribunales pueden considerar obiter dicta en las opiniones de los tribunales superiores. Los dictados de un tribunal superior, aunque no son vinculantes, suelen ser persuasivos para los tribunales inferiores.  La frase obiter dicta suele traducirse como otras cosas que se dicen, pero debido al elevado número de jueces y opiniones concurrentes individuales, a menudo es difícil de distinguir de la ratio decidendi (razón de la decisión).  Por estas razones, los obiter dicta pueden ser a menudo tomados en consideración por un tribunal.  Un litigante también puede tener en cuenta la obiter dicta si un tribunal ha señalado previamente que un determinado argumento jurídico es débil y puede incluso justificar sanciones si se repite.

#### Opiniones discrepantes
Un caso resuelto por un panel de varios jueces puede dar lugar a una decisión dividida. Si bien sólo la opinión mayoritaria se considera precedente, un juez que no haya sido votado puede publicar una opinión disidente.  Las pautas habituales de las opiniones discrepantes incluyen:
- una explicación de cómo el resultado del caso podría ser diferente si los hechos fuesen ligeramente distintos, en un intento de limitar la opinión de la mayoría
- plantar las semillas para una futura anulación de la opinión de la mayoría

Un juez en un caso posterior, especialmente en una jurisdicción diferente, podría encontrar el razonamiento del juez disidente persuasivo. Sin embargo, en la jurisdicción de la decisión original, un juez sólo debería anular la opinión de un tribunal inferior o equivalente en la jerarquía. Un tribunal de distrito, por ejemplo, no podría basarse en un disenso del Supreme Court como base para apartarse del razonamiento de la opinión mayoritaria.  Sin embargo, los tribunales inferiores citan ocasionalmente los disensos, ya sea por un principio limitador de la mayoría, o por proposiciones que no se exponen en la opinión mayoritaria y que no son inconsistentes con esa mayoría, o para explicar un desacuerdo con la mayoría e instar a una reforma (aunque siguiendo a la mayoría en el resultado).

#### Tratados, reformulaciones, artículos de revistas jurídicas
Los tribunales pueden tener en cuenta los escritos de eminentes juristas en tratados, reformulaciones de la ley y revistas jurídicas. La medida en que los jueces consideran persuasivos estos tipos de escritos variará ampliamente en función de elementos como la reputación del autor y la relevancia del argumento.

#### Efecto persuasivo de las decisiones de otras jurisdicciones
Los tribunales de Inglaterra y Gales son libres de considerar las decisiones de otras jurisdicciones y darles el peso persuasivo que el tribunal inglés considere oportuno, aunque estas otras decisiones no sean un precedente vinculante.  Es más probable que se dé peso persuasivo a las jurisdicciones más cercanas al common law inglés moderno (por ejemplo, los estados de la Commonwealth como Canadá, Australia o Nueva Zelanda).  Es posible que se dé un peso persuasivo a otros tribunales de common law, como los de Estados Unidos, sobre todo cuando los tribunales estadounidenses han sido especialmente innovadores, por ejemplo, en responsabilidad por productos defectuosos y ciertos ámbitos del contrato.
En Estados Unidos, a finales del siglo XX y principios del XXI, el concepto de que un tribunal estadounidense considere la ley o los precedentes extranjeros ha sido considerado controvertido por algunas partes. El Tribunal Supremo está dividido en esta cuestión. Esta crítica es reciente, ya que en los primeros años de la historia de Estados Unidos, la cita de la autoridad inglesa era omnipresente. Uno de los primeros actos de muchas de las nuevas legislaturas estatales fue adoptar el cuerpo de derecho común inglés en la ley del estado.  La cita de casos ingleses fue habitual durante el siglo XIX y hasta bien entrado el XX.  Incluso a finales del siglo XX y principios del XXI, es relativamente poco controvertido que los tribunales estatales estadounidenses se basen en decisiones inglesas para asuntos de derecho común puro (es decir, creado por el juez).
Dentro de los sistemas jurídicos federales de varios países de derecho consuetudinario, y muy especialmente en Estados Unidos, es relativamente común que los distintos sistemas judiciales de nivel inferior (por ejemplo, los tribunales estatales en Estados Unidos y Australia, los tribunales provinciales en Canadá) consideren las decisiones de otras jurisdicciones dentro del mismo país como un precedente persuasivo. Especialmente en Estados Unidos, la adopción de una doctrina legal por un gran número de otros poderes judiciales estatales se considera una prueba muy persuasiva de que dicha doctrina es la preferida. Un buen ejemplo es la adopción en Tennessee de la negligencia comparativa (sustituyendo a la negligencia contributiva como un impedimento completo para la recuperación) por la decisión del Tribunal Supremo de Tennessee de 1992 McIntyre v. Balentine (en ese momento todas las jurisdicciones estadounidenses, excepto Tennessee, otros cinco estados y el Distrito de Columbia, habían adoptado esquemas de negligencia comparativa). Además, en el derecho estadounidense, la doctrina Erie exige a los tribunales federales que intervienen en la acciones de la diversidad que apliquen el derecho sustantivo estatal, pero de forma coherente con la forma en que el tribunal cree que el tribunal superior del estado fallaría en ese caso. Dado que estas decisiones no son vinculantes para los tribunales estatales, pero a menudo están muy bien razonadas y son útiles, los tribunales estatales citan con bastante frecuencia las interpretaciones federales de la ley estatal como precedente persuasivo, aunque también es bastante común que un tribunal superior estatal rechace la interpretación de un tribunal federal de su jurisprudencia.

### Decisiones no precedentes: decisiones no publicadas, no publicación y despublicación, reglas de no citación
La no publicación de opiniones, o las opiniones no publicadas, son aquellas decisiones de los tribunales que no están disponibles para ser citadas como precedentes porque los jueces que emiten la opinión consideran que los casos tienen menos valor de precedencia. La publicación selectiva es el proceso legal por el cual un juez o los jueces de un tribunal deciden si una decisión debe ser o no publicada en a reporter. Las decisiones federales de apelación "no publicadas" se publican en el Apéndice Federal. La despublicación es la facultad de un tribunal de dejar sin publicar una orden u opinión previamente publicada.
Los litigios que se resuelven extrajudicialmente no generan ninguna decisión escrita, por lo que no tienen efecto precedente.  Como efecto práctico, el Departamento de Justicia de los Estados Unidos resuelve muchos casos contra el gobierno federal simplemente para evitar crear un precedente adverso.

### Res judicata, preclusión de la demanda, impedimento colateral, preclusión de la cuestión, ley del caso
Varias normas pueden hacer que una decisión se aplique como "precedente" estrecho para excluir futuras posiciones legales de las partes específicas de un caso, incluso si una decisión no es precedente con respecto a todas las demás partes.

#### Res judicata, preclusión de la demanda
Una vez que se ha resuelto un caso, el mismo demandante no puede volver a demandar al mismo demandado por cualquier reclamación derivada de los mismos hechos.  La ley exige que los demandantes pongan todas las cuestiones sobre la mesa en un solo caso, y no que dividan el caso.  Por ejemplo, en un caso de accidente de coche, el demandante no puede demandar primero por daños materiales y luego por daños personales en un caso separado.  Esto se llama res judicata o claim preclusion ("Res judicata" es el nombre tradicional que se remonta a siglos atrás; el nombre cambió a "claim preclusion" en Estados Unidos a finales del siglo XX).  La preclusión de la demanda se aplica independientemente de que el demandante gane o pierda el caso anterior, incluso si el caso posterior plantea una teoría jurídica diferente, incluso si la segunda demanda es desconocida en el momento del primer caso.  Las excepciones son muy limitadas, por ejemplo, si las dos demandas de reparación deben presentarse necesariamente ante tribunales diferentes (por ejemplo, una demanda podría ser exclusivamente federal y la otra exclusivamente estatal).

#### Estappel colateral, preclusión por cuestión
Una vez que un caso se resuelve definitivamente, cualquier cuestión decidida en el caso anterior puede ser vinculante contra la parte que perdió la cuestión en casos posteriores, incluso en casos que involucran a otras partes.  Por ejemplo, si en un primer caso se decide que una parte fue negligente, entonces otros demandantes pueden basarse en esa determinación anterior en casos posteriores, y no necesitan reprobar la cuestión de la negligencia.  Por otro lado, si se demuestra que una patente es inválida en un caso contra un infractor acusado, esa misma patente es inválida contra todos los demás infractores acusados, y no es necesario reprobar la validez.  De nuevo, existen límites y excepciones a este principio.  El principio se denomina impedimento colateral o preclusión de cuestiones.

#### Derecho del caso
Dentro de un mismo caso, una vez que ha habido una primera apelación, tanto el tribunal inferior como el propio tribunal de apelación no volverán a revisar la misma cuestión, y no volverán a revisar una cuestión que podría haber sido apelada en la primera apelación. Las excepciones se limitan a tres "circunstancias excepcionales": (1) cuando se plantean pruebas sustancialmente diferentes en un juicio posterior, (2) cuando la ley cambia después de la primera apelación, por ejemplo por una decisión de un tribunal superior, o (3) cuando una decisión es claramente errónea y daría lugar a una injusticia manifiesta. Este principio se denomina "ley del caso".

### Diferencias, tensiones
En muchas cuestiones, las personas razonables pueden discrepar.  Cuando dos de esas personas son jueces, la tensión entre dos líneas de precedentes puede resolverse de la siguiente manera.

#### Divisiones jurisdiccionales: desacuerdos entre diferentes regiones geográficas o niveles de federalismo
Si los dos tribunales se encuentran en jurisdicciones separadas y paralelas, no hay conflicto, y pueden persistir dos líneas de precedente.  Los tribunales de una jurisdicción se ven influidos por las decisiones de los otros, y con el tiempo pueden adoptarse normas notablemente mejores.

#### Las divisiones entre las diferentes áreas del derecho
Los tribunales intentan formular el derecho común como una "red sin fisuras", de modo que los principios de un área del derecho se apliquen a otras áreas.  Sin embargo, este principio no se aplica de manera uniforme.  Así, una palabra puede tener diferentes definiciones en diferentes áreas del derecho, o pueden aplicarse diferentes reglas de modo que una pregunta tenga diferentes respuestas en diferentes contextos legales.  Los jueces intentan minimizar estos conflictos, pero surgen de vez en cuando y, en virtud del principio de "stare decisis", pueden persistir durante algún tiempo.

### Cuestión de primera impresión
Un asunto de primera impresión (también conocido como "cuestión de primera impresión", "caso de primera impresión", o, en Latín, como primae impressionis) es un asunto en el que las partes no están de acuerdo sobre cuál es la ley aplicable, y no hay ninguna autoridad vinculante anterior, de modo que el asunto tiene que decidirse por primera vez.  Un caso de primera impresión puede serlo sólo en una jurisdicción concreta.
Por definición, un caso de primera impresión no puede ser decidido por un precedente.  Dado que no existe ningún precedente que el tribunal pueda seguir, éste utiliza el lenguaje claro y la historia legislativa de cualquier ley que deba ser interpretada, sentencias de otras jurisdicciones, la autoridad persuasiva y las analogías de fallos anteriores de otros tribunales (que pueden ser superiores, pares o inferiores en la jerarquía, o de otras jurisdicciones), comentarios y artículos de estudiosos del derecho, y la propia lógica y sentido de la justicia del tribunal.